# Pediacus smirnovi
Pediacus smirnovi is een keversoort uit de familie platte schorskevers (Cucujidae). De wetenschappelijke naam van de soort werd in 1979 gepubliceerd door Nikitsky & Belov.